# 毛利登人
毛利 登人（もうり のぼる）は、幕末期の長州藩士。諱は貞武や武。甲子殉難十一烈士
の1人。

## 生涯
吉敷毛利家の末家、毛利虎十郎（大組600石）の嫡男として誕生。長州藩主毛利敬親の世子、毛利定広（後の元徳）の小姓として在京し、勤王の志士との交流を深め、大きな影響を受けた。
文久3年（1864年）の馬関戦争では宍戸刑部こと高杉晋作とともに、毛利出雲と称して四国連合艦隊との停戦の副使となったが、その直後の同年秋の第1次長州征伐の後に俗論派が藩論を主導するようになると、前田孫右衛門、大和弥八郎らと共に謹慎処分を受け、蟄居した。12月には野山獄に投じられ、山田亦介、松島剛蔵、前田孫右衛門、大和国之助、楢崎弥八郎、渡辺内蔵太らと処刑された。
辞世の歌は「皇の 道しるき世を ねかふかな わが身はこけの したにくつとも」。